# Опсада Будима (1529)
Опсада Будима (1529) била је део Аустријско-турског рата (1529—1533).

## Увод
Непосредно после битке на Мохачу Сулејман Величанствени ушао је у напуштени Будим 10. септембра 1526. Пошто је у борбама за угарски престо након битке на Мохачу 1526. мађарско племство већим делом пристало уз домаћег краља Јаноша Запољу, развио се у Угарској грађански рат између његових присталица и надвојводе Фердинанда од Аустрије - кога су подржавала властела Горње Угарске (Словачка) и Хрватске. Немачки најамници у служби краља Фердинанда (8.000 пешака и 3.000 коњаника) заузели су Будим 18. августа 1527. Запоља је тада позвао у помоћ Турке. Сулејман Величанствени је то прихватио и повео велику армију против Фердинанда, оспоравајући Хабсбурговцима власт над Угарском.

## Опсада
Сулејман Величанствени је са војском прешао Драву код Осијека, на Мохачком пољу примио поклоњење Јаноша Запоље и опсео Будим 3. септембра 1529. Након првог топовског бомбардовања у историји Будима, слаба посада предала се после 5 дана опсаде, 8. септембра 1529. и Запоља је у Будиму крунисан за угарског краља као турски вазал. Јаничари су већ 14. септембра предали Будим турском вазалу Запољи, али је у тврђави остала турска посада од 3.000 јаничара.

## Последице
Аустријанци су узалудно опседали Будим 1530, 1540. и 1541. Након смрти Јаноша Запоље, Сулејман Величанствени ушао је у Будим 2. септембра 1541. и основао будимски пашалук (1541—1686).